# 新塞勒姆鎮區 (北卡羅萊納州尤寧縣)
新塞勒姆鎮區（英語：New Salem Township）是位於美國北卡羅萊納州尤寧縣的一個鎮區。

## 地方資料
新塞勒姆鎮區的面積為176.12平方千米，當中陸地面積為175.91平方千米，而水域面積為0.21平方千米。根據2020年美國人口普查的數據，當地共有人口3646人，而人口密度為每平方千米20.7人。